# UDHEEP
UDHEEP — проект підвищення енергоефективності в секторі централізованого теплопостачання України (англ. Ukraine District Heating Energy Efficiency Project) – проект Українського уряду, що фінансується  за рахунок коштів позики Міжнародного банку реконструкції та розвитку (МБРР), спрямований на підвищення енергонезалежності країни. Відповідальним виконавцем проекту є Міністерство регіонального розвитку, будівництва та житлово-комунального господарства України (Міністерство розвитку громад та територій).
Основними завданнями проекту є модернізація галузі централізованого теплопостачання.
Основними напрямами діяльності Проекту є фінансування робіт із впровадження новітніх технологій, спрямованих на зменшення споживання не відновлюваних природних ресурсів, зменшення забруднення навколишнього середовища шляхом модернізації (реконструкція котелень та мереж, встановлення індивідуальних теплових пунктів та автоматизованих систем управління) та підвищення якості послуг  з централізованого теплопостачання для кінцевих споживачів (близько 1,5 млн сімей) з одночасним зменшенням їх вартості за рахунок інвестицій у реконструкцію та заміну основних виробничих фондів.
В результаті реалізації Проекту планується виведення з експлуатації 1 ТЕЦ та 12 котелень, реконструкція 2 ТЕЦ, 132 котелень та 51 центрального теплового пункту, реконструкція 165 кілометрів теплових мереж, будівництво 6 когенераційних станцій, встановлення понад 1100 індивідуальних теплових пункти та понад 2400 загальнобудинкових лічильників тепла, модернізація диспетчерських пунктів та встановлення в них автоматизованих систем керування технологічними процесами, до яких в 8 містах сумарно буде приєднано майже 3000 об’єктів. 

### Опис
Початкова оціночна вартість Проекту складала  382 млн. доларів США. Фінансування Проекту відбувається рахунок позики Міжнародного банку реконструкції та розвитку, наданої під гарантії держави. Позика складається із частини МБРР у розмірі 332 млн дол. США та частини Фонду чистих технологій (ФЧТ, Clean Technology Fund – CTF) у розмірі – 50 млн дол. США наданої через МБРР, як через управляючу установу Фонду.
Фінансові умови надання позики:
- за джерелом фінансування МБРР – разова комісія 0,25%; відсоткова ставка LIBOR ± змінний спред, термін кредитування 20 років, пільговий період 5 років.
- за джерелом фінансування ФЧТ – разова комісія 0,45%, відсоткова ставка фіксована 0,75% річних на залишок коштів, термін кредитування 20 років, пільговий період 10 років.

Кошти передаються на умовах рефінансування, оплата послуг Мінфіну України 0,01%.
Керівництво проекту з боку МБРР здійснювали:
Pedzi Makumbe,
Fabrice Karl Bertholet,
Sandu Ghidirim.
Керівник проекту - Станіслав Терлецький
Координатором проекту з боку відповідального міністерства є заступник міністра згідно з призначенням.

### Діяльність в Україні
Робота над підготовкою Проекту розпочалась у 2012 із отримання Урядом України гранту Фонду чистих технологій. Початком Проекту вважається листопад 2014 року.
Станом на початок 2015 року учасниками Проекту (за результатами першого відбору) було визначено 10 міст з усіх регіонів України:
- КП ВМР «Вінницяміськтеплоенерго»;
- ДМП «Івано-Франківськтеплокомуненерго»;
- КП «Міськтепловоденергія»;
- ОКП «Миколаївоблтеплоенерго»;
- КП «Харківські теплові мережі»;
- МКП «Херсонтеплоенерго»;
- КП «Дніпротеплоенерго» ДОР;
- ККП «Донецькміськтепломережа»;
- ДП «Кіровоградтепло» ТОВ «ЦНТІ УНГА»;
- КЕП «Чернігівська ТЕЦ» ТОВ-фірми «ТехНова».

У червні 2015 року, за результатами роботи місії МБРР та додаткового відбору, до переліку підприємств-учасників Проекту було запропоновано додати: 
- КП «Чугуївтепло»;
- КП «Прилукитепловодопостачання»;
- КП «Теплозабезпечення»;
- КП «Маріупольтепломережа»;
- КП «Дніпродзержинськтепломережа»;
- КП «Теплоенергетик»,

та виключити з  Проекту  ДМП «Івано-Франківськтеплокомуненерго», «Донецькміськтепломережа», ДП «Кіровоградтепло» ТОВ «ЦНТІ УНГА». 
Остаточна кількість учасників проекту була затверджена шляхом реструктуризації Проекту в першому кварталі  2016 року. До переліку підприємств-учасників Проекту було додано: 
- КПТМ «Тернопільміськтеплокомуненерго»;
- КЕП «Чернігівська ТЕЦ» ТОВ-фірми «ТехНова».

Після спільних консультацій між МБРР та Мінрегіоном на етапі реструктуризації проекту було прийнято спільне рішення не включати до Проекту додатково відібрані підприємства (КП «Чугуївтепло», КП «Прилукитепловодопостачання», КП «Теплозабезпечення», КП «Маріупольтепломережа», КП «Дніпродзержинськтепломережа», КП «Теплоенергетик»). 
Таким чином, після завергення реструктуризації,  перелік учасників затверджено у складі 8 підприємств.  
Загальна сума фінансування після реструктуризації  складає 315,5 млн доларів США. Позика складається із частини МБРР у розмірі 265,5 млн дол. США та частини Фонду чистих технологій (ФЧТ, Clean Technology Fund – CTF) у розмірі – 50 млн дол. США наданої через МБРР, як через управляючу установу фонду. Нерозподілена частка станом на квітеень 2016 року складає 18 млн доларів США
Після тривалої підготовки  КЕП «Чернігівська ТЕЦ» ТОВ-фірми «ТехНова» з технічних причин не змогла приєднатись до проекту. Згодом проект залишили КП ВМР «Вінницяміськтеплоенерго» та КП «Дніпротеплоенерго» ДОР. Серед основних причин, що спонукали підприємства залишати проект можна виокремити нестачу на місцях фахівців, що обізнані з закупівельними та фінансовими процедурами МФО та велику курсову різницю, що утворилась після суттєвої девальвації національної валюти та її нестабільність й суттєво впливала на фінансову діяльність підприємств та їх можливості обслуговувати позику. 
Після 6-ти реструктуризацій, що буди пов'язані з рядом технічних та фінансових причин, загальна сума позики скоротилась до 151 589 254 доларів США по лінії МБРР та 50 000 000 доларів США по лінії ФЧТ. 
РЕСТРУКТУРИЗАЦІЇ ПРОЕКТУ (за позикою МБРР)
1. 03.12.2015/09.03.2016 - 66 500 000,00;
2. 11.05.2017/08.06.2017 - 43 449 000,00;
3. 17.04.2018/06.08.2018 - 42 051 000,00;
4. 03.01.2019/07.02.2019 - 20 000 000,00;
5. 06.08.2020/09.02.2021 - 5 000 000,00;
6. 26.10.2021/26.11.2021 - 3 410 746,00.

Згідно з останнім продовженням строків реалізації проекту датою закриття позики МБРР визначено 30 червня 2022 року,  ФЧТ  31 грудня 2022 року.
В рамках реалізації проекту було збудовано нові для української системи централізованого теплопостачання об'єкти, серед яких біо ТЕС у місті Кам'янець-Подільський. Потужність нової станції - 1,6 МВт електричної енергії за принципом ORC та 39 МВт теплової енергії. 

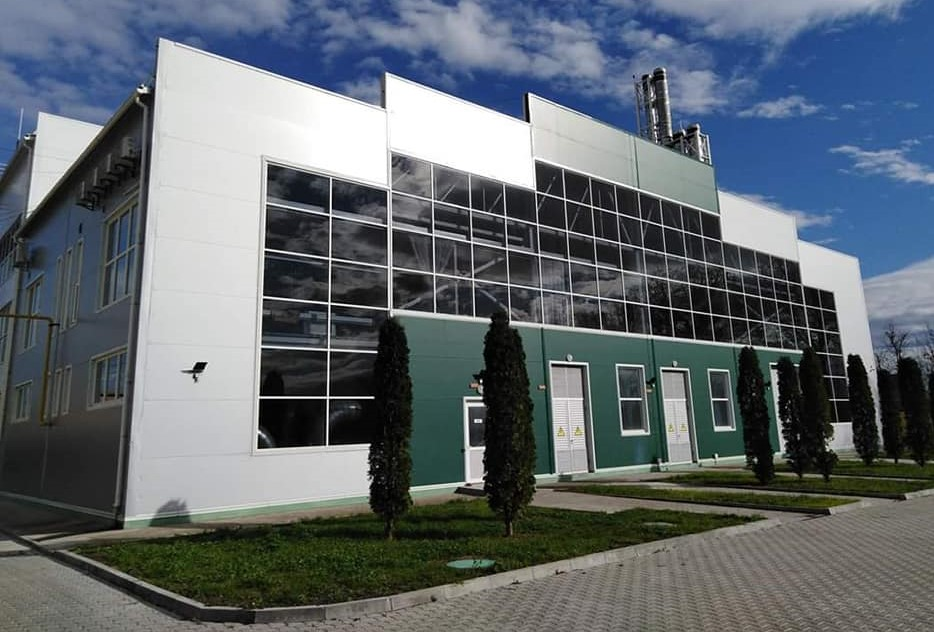
БІО ТЕС